# Xylosma suaveolens
Xylosma suaveolens is een plantensoort uit de wilgenfamilie (Salicaceae). Het is een kleine boom of struik met roodachtig en zoetgeurend hardhout. De soort staat op de Rode Lijst van de IUCN geklasseerd als 'niet bedreigd'.
De soort komt voor op de in de Grote Oceaan gelegen Genootschapseilanden. De boom groeit in (sub)tropische vochtige laaglandbossen. Het hout wordt soms in het wild verzameld en lokaal gebruikt om kokosolie te parfumeren.